# Prosciurillus abstrusus
Prosciurillus abstrusus es una especie de roedor de la familia Sciuridae.

## Distribución geográfica
Es endémica de las selvas montanas del sudeste de Célebes (Indonesia). 

## Estado de conservación
Se encuentra amenazada de extinción por la pérdida de su hábitat natural y por la caza.